# 徐虎元
徐 虎元（ソ・ホウォン、朝鮮語: 서호원）は、朝鮮民主主義人民共和国の政治家。朝鮮対外文化連絡協会委員長、最高人民会議外交委員会委員、朝鮮労働党中央委員会委員候補。朝鮮民主主義人民共和国国防委員会副委員長などを歴任した呉克烈大将の婿である。

## 経歴
就任時期などは不明であるが、2011年に朝鮮対外文化連絡協会副委員長・朝鮮キューバ団結委員会副委員長として朝鮮中央通信の報道に登場した。その後は対外文化連絡協会副委員長として主にキューバ・ロシア関連の行事に参加するようになった。
2021年1月5日から開催された朝鮮労働党第8次大会で党中央委員会委員候補に選出され、同年9月29日に開催された最高人民会議第14期第5回会議第2日会議で最高人民会議外交委員会委員に補欠選挙された。同年12月22日に離任の挨拶にきた李進軍駐朝中国大使と崔龍海最高人民会議常任委員会委員長との面談に同席し、対外文化連絡協会委員長として報道されたことから、金貞淑に代わって委員長に就いたことが判明した。